# كونسليس
كونسليس (بالفرنسية : Consolis) هي مجموعة صناعية أوروبية في قطاع البناء  والأشغال العامة والبنية التحتية للسكك الحديدية، وهي متخصصة في تصميم الهياكل والمباني الخرسانية عالية الأداء. هي مجموعة صناعية أوروبية في قطاع البناء والأشغال العامة والبنية التحتية للسكك الحديدية ، وهي متخصصة في تصميم الهياكل والمباني الخرسانية عالية الأداء.
يقع المكتب الرئيسي لها في فرنسا، في لا ديفانس ، وتمثل أساسا مجموعة من الشركات بونا سابلا وساتيبا ، التي وبخاصة الموردة أداء فائق أجزاء الخرسانة المسلحة بالألياف لبناء استاد جان بوين في باريس و متحف حضارات أوروبا و المتوسطية (MuCEM) في مرسيليا وكذلك المعابر من ال جي في البحرية و شرائح المترو رين .

## التاريخ
تشكلت المجموعة بعد اندماج كونسليس أو واي الفنلندية و بونا سابلا الفرنسية عام 2005. أدى تجميع هذه الشركات إلى ولادة أحد المنتجين الأوائل للخرسانة الجاهزة في أوروبا. في عام 2017 ، كان لشركة كونسليس حضور صناعي في 22 دولة.